# Alpins
Cet article possède des paronymes, voir Alpin, Alpina, Alpine et Alpinus, Alpinum.

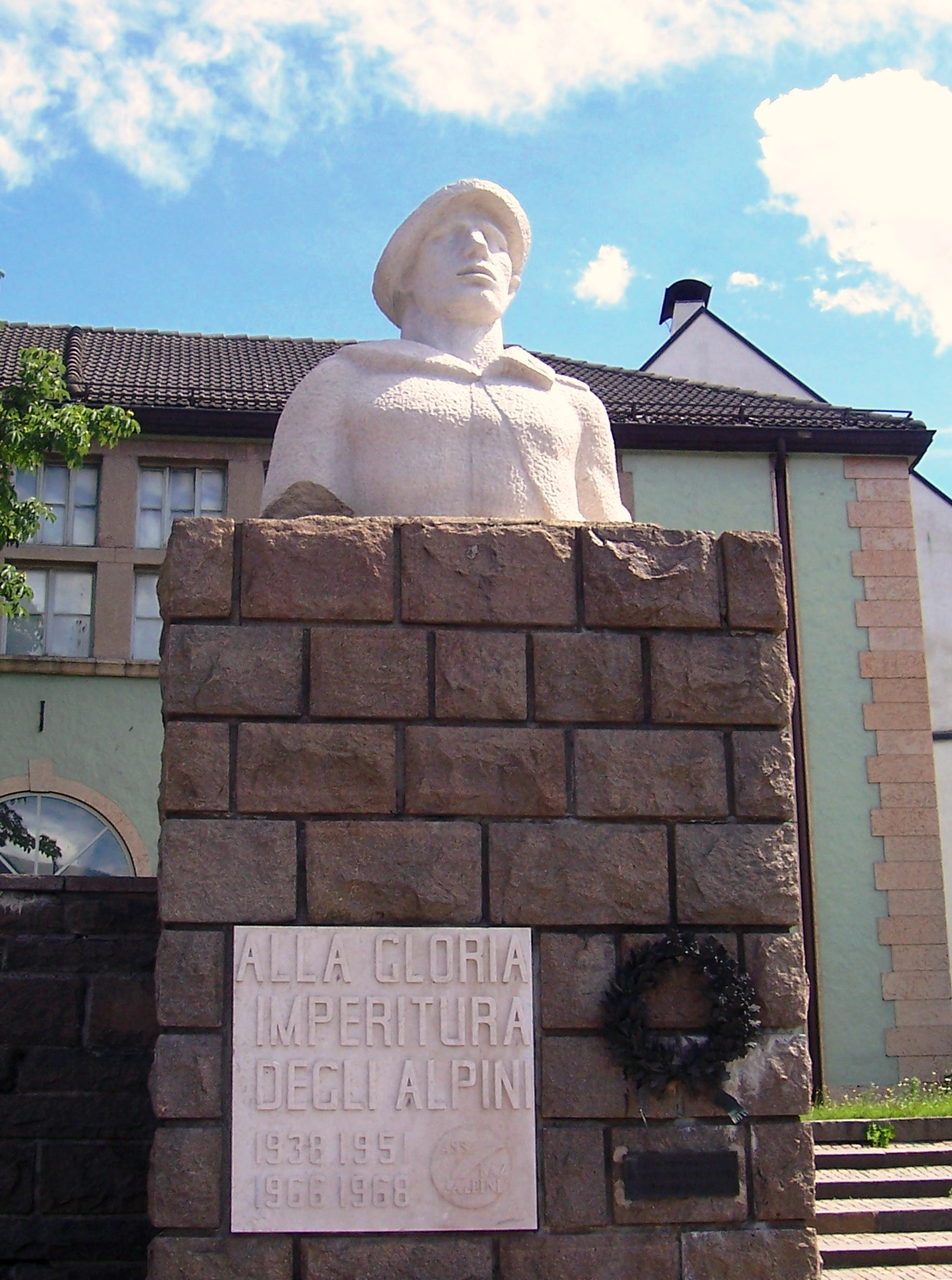
Le monument aux Alpins à Brunico, après son dynamitage en 1979 par des militants du groupe Ein Tirol.

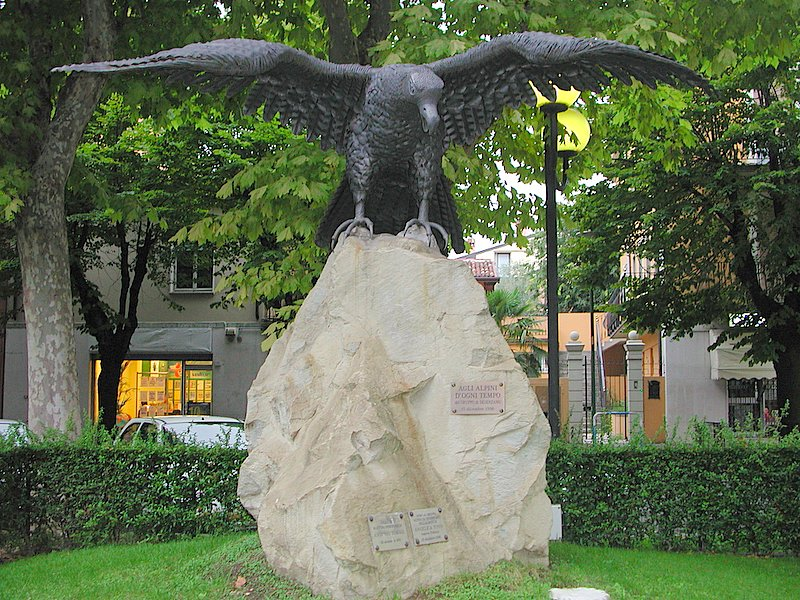
Monument aux Alpins à Desenzano del Garda.

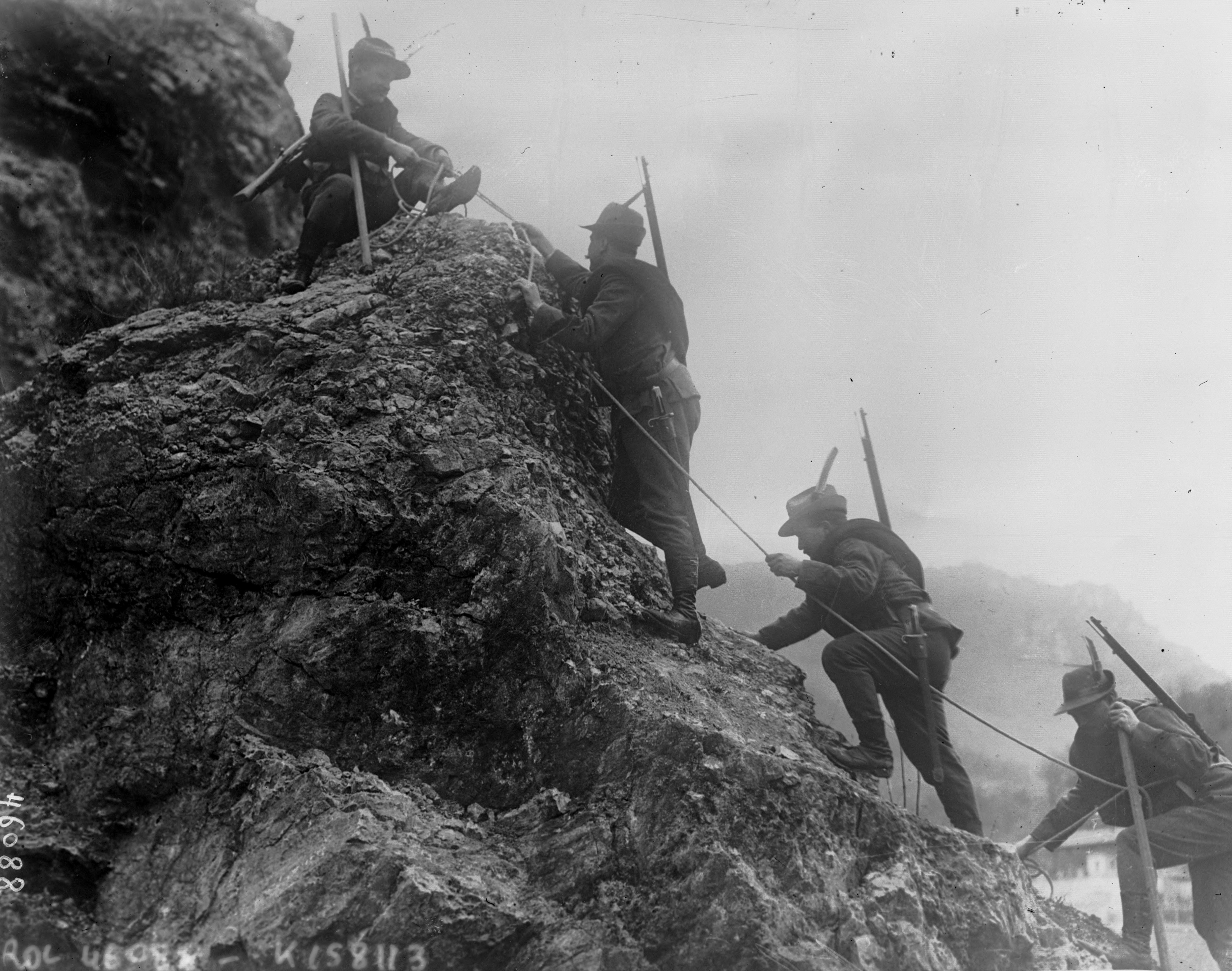
Alpins italiens pendant la Première Guerre mondiale.

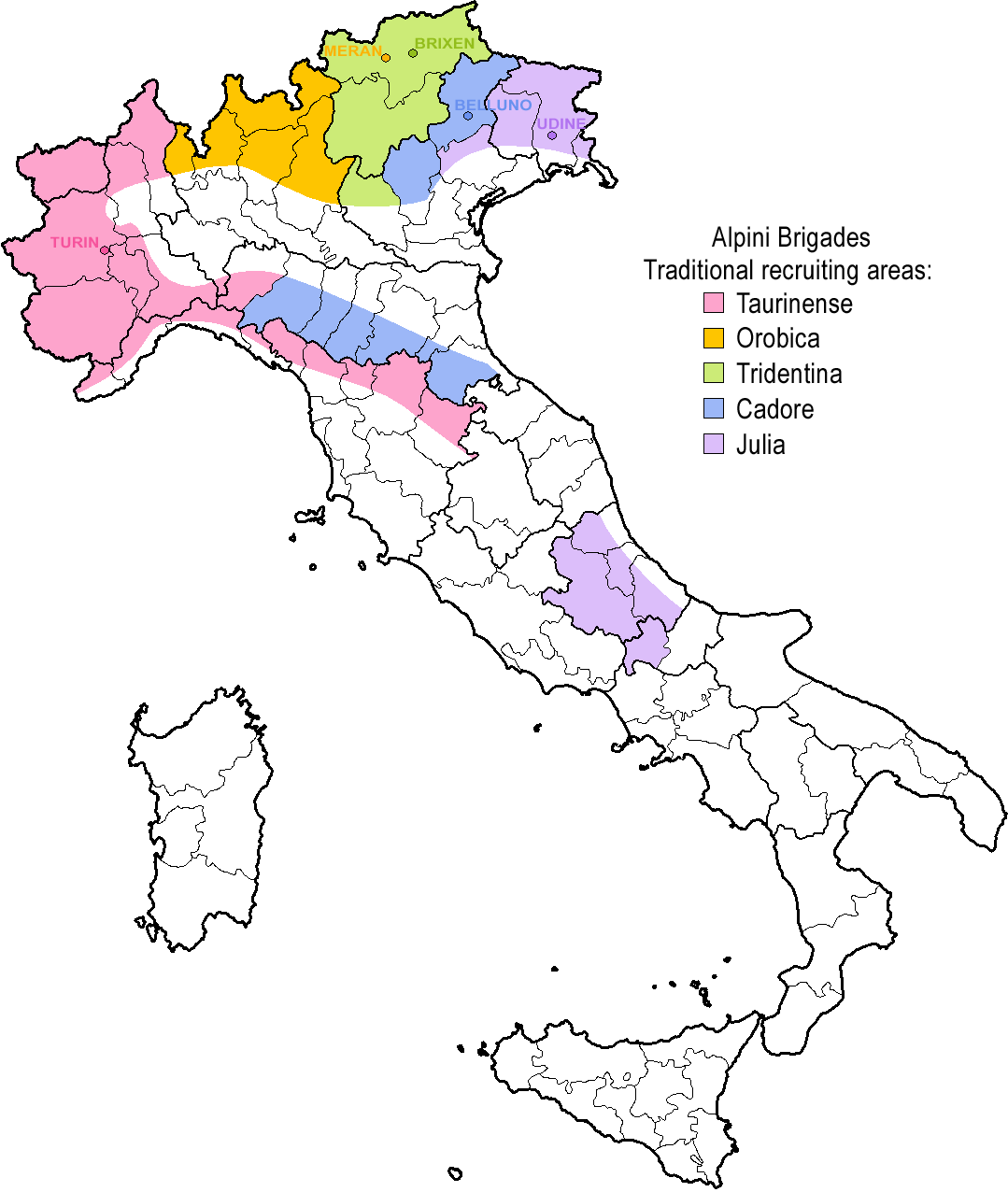
Les zones de recrutement des brigades alpines

Les Alpins (en italien : Alpini) sont les troupes de l'armée italienne spécialisées pour le combat en zone montagneuse. Elles sont rattachées à l'infanterie et composées, actuellement, de deux brigades.
Formées en 1872, ces unités se trouvent être les plus anciennes des troupes de montagnes actuelles. Leur mission d'origine était de défendre les frontières montagneuses du nord de l'Italie face à la France et l'Autriche-Hongrie (les Alpes). En 1888, les Alpins effectuent leur premier déploiement outre-mer, en Afrique. Ils se signalent durant le premier conflit mondial en combattant pendant trois ans dans les Alpes, s'opposant aux troupes de montagne allemandes et autrichiennes. Durant le second conflit mondial, ils sont principalement engagés sur le Front de l'Est et dans les Balkans.
Avec la fin de la guerre froide et la réorganisation de l'armée italienne, il ne subsiste plus que deux des cinq brigades existantes. En décembre 2010, les Alpins étaient engagés en Afghanistan.

## Histoire

### Origines du corps militaire alpin
Les origines des Alpins sont très anciennes : au cours des siècles, les habitants des Alpes ont toujours été des combattants valides et fiers, défendant inlassablement leur terre. Les légions alpines à l'époque romaine, les Cimbres, les milices vaudoises, les milices d'autodéfense des vallées de Trente, du val du Piave et du Frioul, pour ne citer que quelques exemples, peuvent être considérés comme des précurseurs des Alpins. Le corps militaire n'a été constitué officiellement qu'en 1872, après l'époque du Risorgimento, le royaume d'Italie devait faire face au problème de la défense de ses frontières terrestres, c'est-à-dire l'arc alpin.
Le capitaine Giuseppe Perrucchetti, considéré comme le « père des Alpins », proposa de confier la défense des cols alpins à des soldats recrutés sur le territoire, qui auraient permis un contrôle majeur, en raison surtout de leur connaissance du milieu. La proposition fut accueillie positivement, et le 15 octobre 1872, à Naples, par le décret royal no 1056, les premières 15 compagnies alpines furent créées, chacune composée de soldats provenant de la même vallée. Le recrutement sur le territoire fut aussi un élément de cohésion sociale, qui renforça sensiblement l'esprit des Alpins, qui allait se former.
Les dimensions du corps alpin crûrent rapidement, en 1873 le nombre des compagnies fut élargi à 24, divisées en sept unités alpines ; en 1875, 10 bataillons furent créés, pour un total de 36 compagnies, et en 1882 enfin, les premiers six régiments furent constitués, et ils devinrent sept en 1887 et huit en 1910. En 1887 naquirent les premières 5 batteries de l'artillerie de montagne. Nés pour défendre les Alpes, les Alpins eurent leur baptême à Adoua, en Éthiopie, et la première médaille militaire fut remise au capitaine Pietro Cella pour la Campagne d'Érythrée des années 1887-1888. Ensuite les Alpins participèrent à la seconde campagne d'Érythrée (1896-1897) et à la guerre de Libye de 1911, où ils démontrèrent un courage et une capacité d'adaptation vraiment exceptionnels. Le 13 novembre 1902, après une période d'essai au 3e régiment, les Alpins furent équipés de ski.

### La Première Guerre mondiale
Au cours de la Première Guerre mondiale, les troupes alpines parviennent à leur épanouissement, avec 88 bataillons, 274 compagnies, 67 groupes d'artillerie de montagne et 175 batteries.
Le 24 août 1915, à l'entrée en guerre de l'Italie, les Alpins s'installent aux points chauds des cols, comme au col du Stelvio, sur les Alpes juliennes, au col du Tonale et sur le mont Pasubio, et participent aux batailles les plus sanglantes, comme celle du mont Ortigara et celle de Caporetto, jusqu'à la contre-offensive du général Armando Diaz, qui amène la victoire.
Les Alpins jouent un rôle de protagonistes dans un conflit caractérisé par ses batailles sur les Alpes, et sur tous les fronts, du Massif de l'Adamello aux Dolomites, du Karst au mont Grappa, des hauts-plateaux de la Vénétie au Piave, où ils démontrent leur valeur et leur courage, avec plus de 35 000 morts et plus de 85 000 blessés.
Aux années 1930, la défense des frontières est confiée au nouveau corps des Gardes de frontière (abrégé en GAF), tandis que les Alpins sont employés aux endroits où il y avait nécessité, même en dehors du territoire alpin. En ce sens, en 1934, de nouvelles divisions sont créées : la Taurinense (Piémont et Vallée d'Aoste), la Tridentina (Vénétie et Trentin-Haut-Adige), la Julia (Frioul-Vénétie-Julienne), la Cuneense (Coni), auxquelles est ajoutée la Pusteria (Val Pusteria) en 1935. C'est le moment de la naissance des Troupes alpines auxiliaires.
En 1934, à Aoste est créé le Centre alpin d'instruction, abrégé en SMALP, ayant son siège principal au château Jocteau, à Beauregard (sur la colline d'Aoste). Appelé aussi École militaire centrale d'alpinisme, au fil des années il est devenu un centre d'excellence pour la préparation aussi dans le domaine des sports d'hiver, jusqu'au point qu'il a été surnommé Université de la montagne.
De 1935 à 1936, les Alpins sont employés encore en Afrique, pour la guerre d'Éthiopie. Ils débarquent à Massaoua, où la division Pusteria participe aux opérations pour la conquête de l'Empire italien, aux batailles de l'Amba Ardam, du Amba Alagi et du Maychew. Des unités alpines participent aussi à la guerre d'Espagne, avec l'uniforme du Tiers étranger.

### La Seconde Guerre mondiale
Au début de la Seconde Guerre mondiale, les Alpins sont employés sur le front alpin occidental, qui concernait les divisions Taurinense, Cuneense, Tridentina, Pusteria, et Alpes grées, dont faisait partie l'abbé Secondo Pollo (it), le bienheureux patron des Alpins. Ils sont ensuite déplacés sur le front grec-albanais, où était déjà présente la division Julia,.

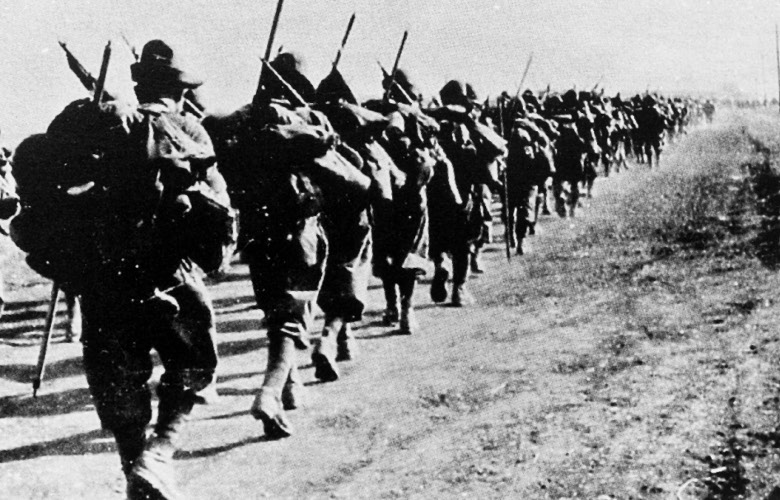
Alpins en marche vers le front du Don (1942).

Les troupes italiennes en Russie, 1941-1943 :

« Entre juillet 1941 et février 1943, jusqu'à 230 000 soldats italiens ont combattu dans les plaines ukrainiennes et russe aux côtés de leurs alliés allemands. Ce qui, au départ, avait été présenté comme une promenade militaire, dans le sillon d'une Wehrmacht invaincue, s'est terminé par une tragédie épouvantable : devant Stalingrad, après que le front de l'Axe a été brisé par de massives attaques soviétiques à partir de décembre 1942, les colonnes de soldats italiens en déroute, mélangés à des Allemands, des Roumains, et des Hongrois, ont entamé une retraite dantesque, à pied, par des températures polaires, constamment harcelés par l'ennemi. Ceux qui ont été capturés sont morts par dizaines de milliers dans les camps soviétiques. Au total, en moins de deux mois, 85 000 italiens sont morts ou disparus... »

— Julien Sapori. Marcher ou mourir : Les troupes italiennes en Russie, 1941-1943, 2018, 272 p.,  (ISBN 978-2813811240).
- Armée italienne en Russie ( Armata Italiana in Russia , ou ARMIR ). L'Armée était également connue sous le nom de 8e armée italienne et comptait initialement 230 000 soldats[4].

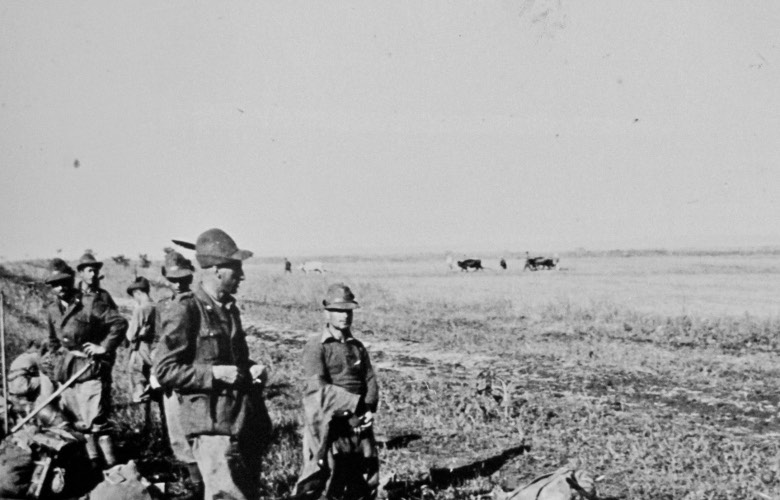
Alpins, septembre 1942, marchant le long de la steppe ukrainienne

En 1942, les divisions d'infanterie et les divisions alpines envoyées en Russie par Mussolini pour soutenir l'action des Allemands étaient regroupées en trois corps d'armée : le Trente-cinquième, le Deuxième, et le Corps d'élite que forment les divisions alpines. Pendant l'été, une avancée spectaculaire conduit les Allemands et leurs alliés du Donets au Don. Après plusieurs mois d'immobilité apparente, le 16 décembre 1942, les Russes déclenchent une très puissante offensive qui fera voler en éclats l'ensemble du front sud, étendu sur plus de mille kilomètres. Le 19 décembre, l'ordre est donné de quitter le Don : l'ensemble du Trente-cinquième corps d'armée - la 298e division allemande et les deux divisions italiennes « Pasubio » et « Torino » - doit se replier, car les Russes, qui ont enfoncé en plusieurs endroits le front, sont en train d'enfermer ces divisions dans une gigantesque poche.
Dépourvues de carburant, obligées de laisser sur place leur matériel, leur ravitaillement et leur armement lourd, leurs camions, les troupes italiennes, mal équipées, entreprennent une effroyable anabase vers les lignes amies. Cette marche ne prendra fin que le 17 janvier 1943. Abrossimovo, sur le Don, où se trouvait la division Pasubio, le village d'Arbousov, rebaptisé « la Vallée de la Mort » théâtre de combats acharnés, la ville de Tchertkovo, où les Allemands et les Italiens, assiégés, parviennent à repousser les Russes, jalonnent cette retraite pour échapper à la mort, ces marches désespérées dans la neige, par des températures qui atteignent parfois -40°C.

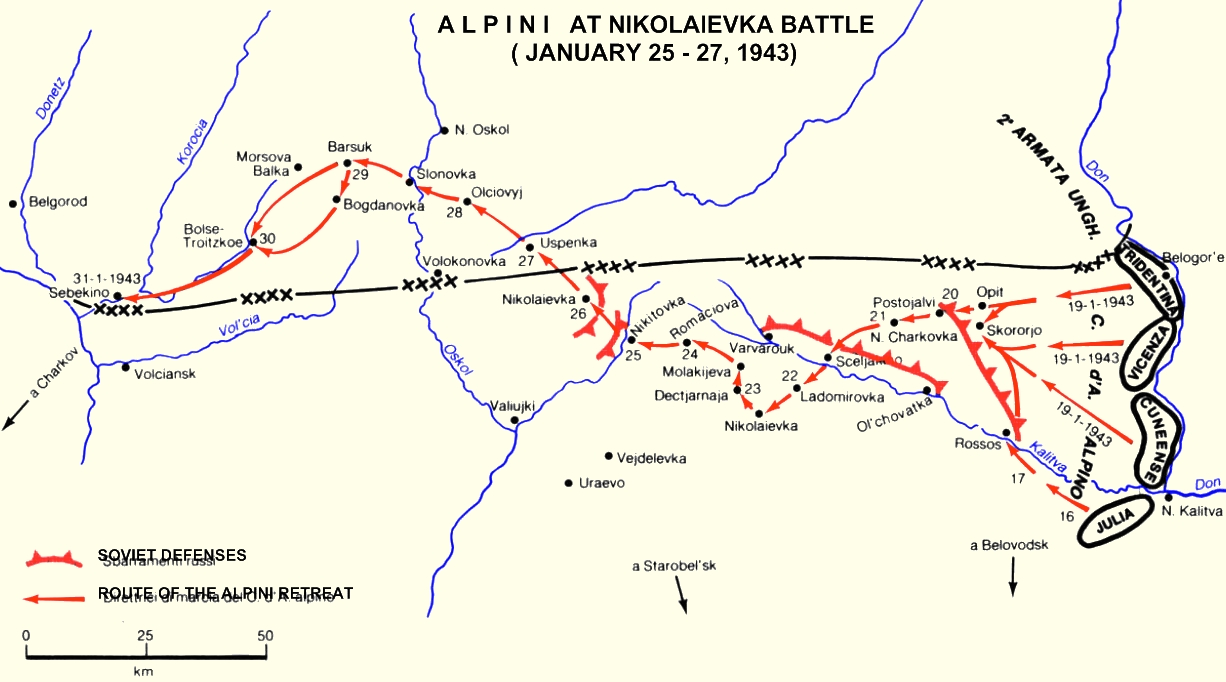
Retraite des Alpins à la Bataille de Nikolayevka, 25-27 janvier 1943.

En 1942, un contingent d'Alpins composé des divisions 2e Tridentina, 3e Julia et 4e Cuneense (Corps des Montagnes) de la 8e armée est envoyé sur le Front de l'Est. Ses membres participent à la défense du Don, et sont obligés à une retraite à pieds dans le gel des steppes russes, en s'ouvrant le chemin par des batailles historiques, parmi lesquelles il faut rappeler celle de la bataille de Nikolaïevka. La bataille est un succès car malgré des pertes importantes, les troupes de l'Axe, bien que décimées et complètement désorganisées réussissent à passer le barrage des troupes soviétiques parviennent à atteindre Chebekino le 31 janvier 1943, en dehors des « tenailles » russes. Les deux autres divisions alpines (3e division alpine Julia et 4e division alpine Cuneense (en)) et la Vicenza sont prises au piège et forcées de se rendre à Valouïki (au sud de Nikolaïevka) par les unités de la 6e armée (Union soviétique) qui sont présentes sur le lieu depuis le 19 janvier.
La force des alpini, c'est leur esprit de corps, qui persiste même dans ces conditions terribles. Un chant triste, lent, funèbre et poignant les représentants : Sul ponte di Perati, bandiera nera, relatant les sanglants combats de la division Julia en Grèce. 
Après l'Armistice de Cassibile du 8 septembre 1943, les Alpins sont employés dans les deux déploiements contre-posés : au sein de la République sociale italienne, est créée la division alpine Mont-Rose, à laquelle s'ajoutent d'autres unités alpines faisant partie de la division Littorio, ou autonomes. Dans l'armée royale italienne (en italien, « Regio Esercito »), les Alpins sont alors représentés par les bataillons Piémont et L'Aquila. Beaucoup d'Alpins entrent dans la lutte partisane.

### L'après-guerre
Après la Seconde Guerre mondiale, l'adhésion de l'Italie à l'OTAN amena à la reconstitution de l'armée.
Les troupes alpines furent réorganisées en cinq brigades :
- La brigade Taurinense, ayant siège au Piémont. La garnison se trouve à Turin et les unités sont disposées au Val Chisone, au Val de Suse et dans la province de Coni ; la zone de recrutement comprend le Piémont, la Vallée d'Aoste, la province de Plaisance et la région des Apennins ligures et toscans ;
- La brigade Orobica, ayant siège dans la région occidentale de la province autonome de Bolzano. La garnison se trouve à Merano, et les unités sont disposées au Val Venosta et dans la vallée de l'Isarco ; la zone de recrutement comprend la Lombardie ;
- La brigade Tridentina, ayant siège dans la région orientale de la province autonome de Bolzano. La garnison se trouve à Bressanone, et les unités sont disposées au Val Pusteria et dans la vallée de l'Isarco ; la zone de recrutement comprend la province autonome de Bolzano, la province autonome de Trente et la province de Vérone ;
- La brigade Cadore, ayant siège dans la Vénétie. La garnison se trouve à Belluno, et les unités sont disposées au Val Cadore, la vallée du Piave ; la zone de recrutement comprend les provinces de Belluno et de Vicence et la région des Apennins de l'Émilie-Romagne ;
- La brigade Julia (pron. Youlia), ayant siège au Frioul. La garnison se trouve à Udine, et les unités sont disposées en Carnia et aux Abruzzes (bataillon détaché L'Aquila) ; la zone de recrutement comprend la province de Trévise, les régions Frioul-Vénétie-Julienne, Abruzzes et Samnium.

En 1948, l'École militaire alpine à Aoste a été reconstituée comme Centre alpin d'instruction (château Jocteau), depuis 1998 l'école est sous le contrôle du Commandement des troupes alpines et est devenue Centre d'instruction alpine. Les troupes de frontière (Guardia alla frontiera, GAF) furent absorbées par les troupes alpines, ce qui créé l'unité des Alpins d'arrestation.
Dans les années 1950, les premières unités d'Alpins parachutistes sont créées, elles représentent l'élite du corps militaire alpins encore de nos jours.
Une autre nouveauté est la création du Centre d'instruction pour les recrues.
Les brigades alpines furent réunies au sein du IVe corps d'armée alpin, dont le premier commandant est Clemente Primieri, élu en 1952. Cette unité avait pour but la défense de l'arc alpin nord-oriental, en cas d'attaque de la part des pays membres du pacte de Varsovie. Outre à cela, un contingent appelé Cuneense représentait l'armée italienne au sein des Forces mobile alliées (AMF) de l'OTAN.
Au début des années 1990, après l'écroulement de l'Union soviétique, l'armée fut à nouveau réorganisée, et certains unités alpines historiques, telles que les brigades Orobica et Cadore, sont supprimées. En 1997, le IVe corps d'armée alpin est transformé en Commandement des troupes alpines, avec trois brigades : la Taurinense, la Tridentina et la Julia. La brigade Tridentina est supprimée en 2002.
Les années 1990 marquent le début de la présence des troupes alpines dans le cadre des missions internationales. Les Alpins participent notamment aux missions au Mozambique, en Albanie, en Bosnie, au Kosovo, en Afghanistan et au Liban. Cela a amené à une réduction de l'activité en montagne, qui les caractérisait, mais a sans aucun doute augmenté leur prestige au niveau international.
Les 24 derniers mulets utilisés par les Alpins sont vendus aux enchères à Belluno par volonté du ministère de la Défense italien.
Un autre changement radical, qui marqua une dénaturation ultérieure des Alpins, est l'abolition en 2005 du service militaire obligatoire en Italie. Cet événement a éliminé la pratique du recrutement régional, un élément historique de cohésion pour les Alpins.

## La devise des Alpins
« Di qui non si passa », qui signifie « Par ici on ne passe pas ! », c'est la devise traditionnelle des Alpins, créée par le général savoyard Luigi Pelloux en 1888, lors d'un dîner des officiers alpins à Rome.

« La devise de mes Alpins, quant à moi, se réduit à peu de mots : « Par ici on ne passe pas ! ». »

Cette devise a été évoquée fréquemment, surtout pendant la Première Guerre mondiale, lors des batailles de haute montagne, et lors de la défense à outrance le long du Piave.
Chansons des Alpins
Egalement connue sous le nom de plume noire (ou « plume sur le chapeau »). C'est une chanson particulièrement réputée qui dès le premier verset décrit l'une des caractéristiques distinctives du corps des chasseurs Alpins (Italiens), ou la classique plume noire positionnée sur le chapeau.
Les paroles de la chanson s'entonne ainsi :
Sur le chapeau que nous portons il y a une longue plume noire qui nous sert de drapeau sur les montagnes à guerroyer.
Oilalà.
Sur les montagnes où nous serons, nous cueillerons les edelweiss (étoile des alpes) pour les donner aux demoiselles, pour les faire pleurer et soupirer.
Oilalà.
Sur les montagnes où nous serons, nous « planterons » (installerons) le camp, toast au régiment, vive le corps des chasseurs Alpins
Oilalà.
Sur les montagnes où nous serons, nous « planterons » (installerons) le drapeau, Oh Trentino (région d'Italie) de mon cœur nous te viendrons te libérer
Oilalà.
Et vive, vive le régiment, et vive vive le corps des chasseurs Alpins
La partie finale de la chanson, fait la louange du corps des chasseurs Alpins.

## Structure actuelle

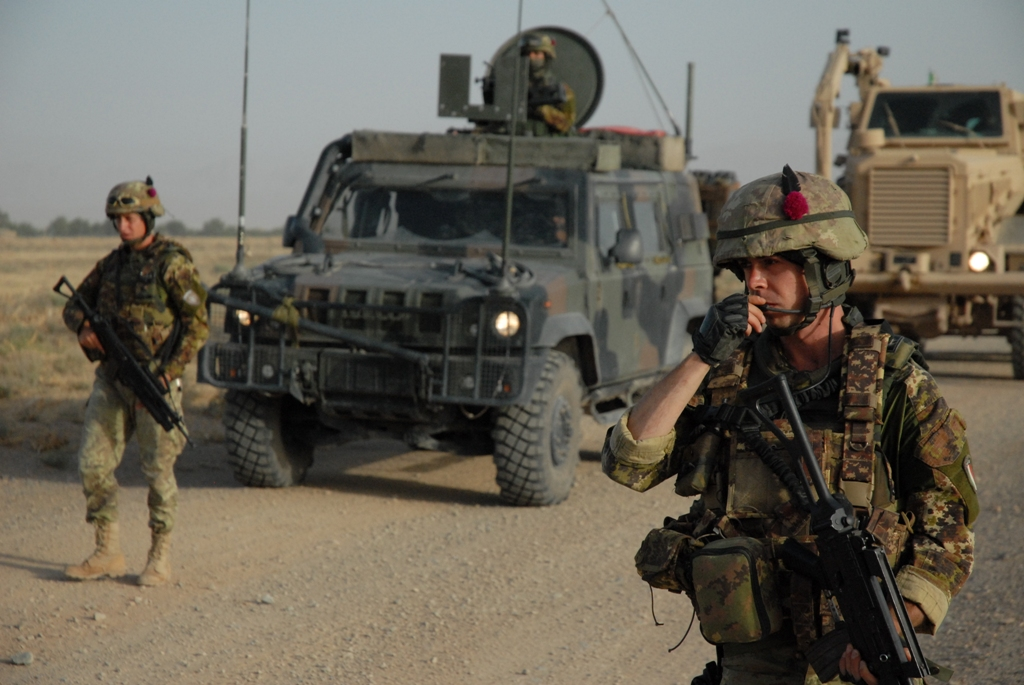
Sapeurs du 32e Régiment du génie alpin en Afghanistan.

En ce début du XXIe siècle, les troupes alpines comprennent différentes spécialités de l'armée italienne : l'infanterie, l'artillerie, la cavalerie mécanisée, les sapeurs, les transmissions, les transports et les matériaux, et les corps logistiques. Presque toutes les unités s'adressent au Commandement des troupes alpines, abrégé en COMALP, un commandement au niveau de corps d'armée, héritage du IV corps d'armée alpin, ayant siège à Bolzano.
Du COMALP dépendent notamment :
- Deux brigades alpines :

la brigade Taurinense, dont la garnison siège à Turin et les unités sont disposées au Piémont et aux Abruzzes.
la brigade Julia, ou la garnison siège à Udine et dont les unités sont disposées au Trentin-Haut-Adige, la Vénétie et le Frioul-Vénétie-Julienne.
Ces deux brigades ont une structure semblable, avec trois régiments d'infanterie alpine, un régiment d'artillerie de montagne, un régiment de cavalerie mécanisée et un régiment de sapeurs. La Taurinense a été l'une des premières unités de volontaires de l'armée italienne a participé à plusieurs missions internationales. La Julia, au contraire, a gardé pendant longtemps les caractéristiques typiques des troupes alpines originaires, étant composée surtout par des soldats appelés. Avec la récente abolition du service militaire obligatoire, les différences entre les deux brigades a disparu. Et depuis fin 2013, il a été incorporer un régiment de cavalerie a cette même brigade, avec les mêmes missions internationales.
- Le Centre alpin d'instruction à Aoste : héritage de l'École militaire alpine (château Jocteau), c'est l'institut qui s'occupe de l'instruction dans le domaine du ski et de l'alpinisme, non seulement des Alpins, mais aussi d'unités d'armée italiennes et étrangères. Ici a lieu aussi la préparation d'athlètes de haut niveau de disciplines sportives hivernales.
- Les Unités de support, sensiblement réduits par rapport au passé. Ces unités sont des troupes alpines effectives, et sont caractérisées, comme toute autre troupe, par la structure et le nom traditionnels, ainsi que par les traditions et le chapeau typique. Elles sont constituées aujourd'hui par :
  - L'unité de commandement à Bolzano, qui assure le soutien logistique au COMALP ;
  - Le 6e régiment alpin, dont la garnison se trouve au Val Pusteria, qui a pour but de gérer les centres d'instruction de la région ;
  - Le 4e régiment alpin des parachutistes Mont-Cervin, unité d'élite des troupes alpines, employée pour des missions spéciales.
  - Trois régiments de support (d'artillerie, des transmissions et logistique).

### Les unités

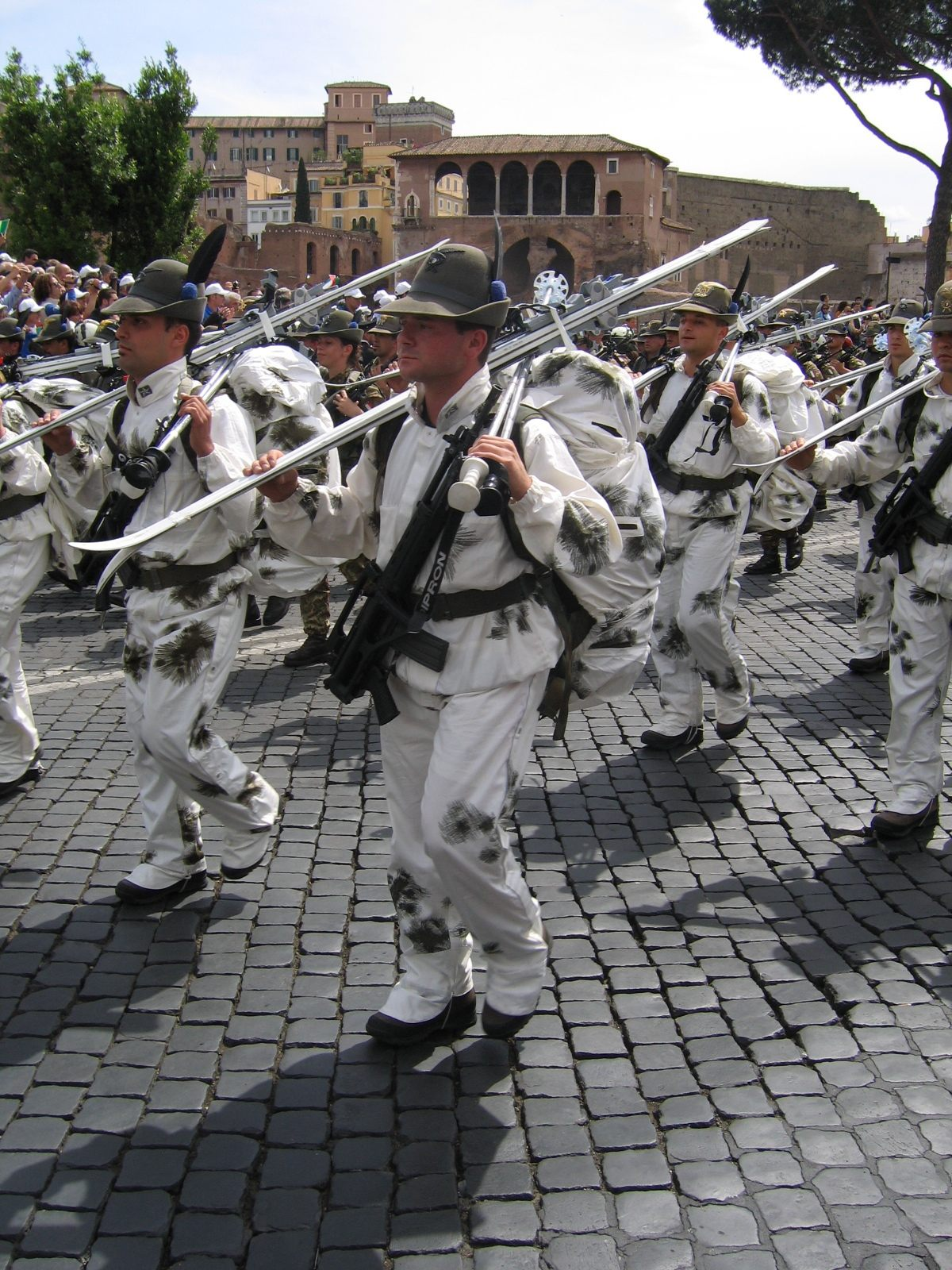
Alpins du 9e régiment

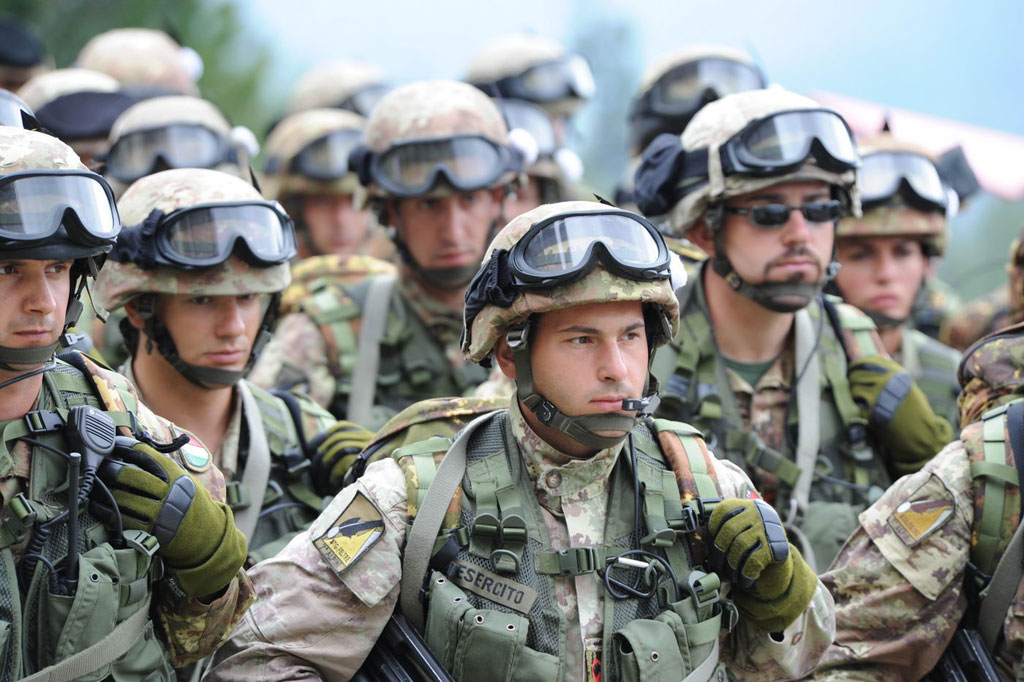
Soldats du Bataillon Alpin Feltre, 7e Régiment Alpin de l' armée italienne lors de l'exercice Falzarego 2011.

Structure de commandement du COMALP

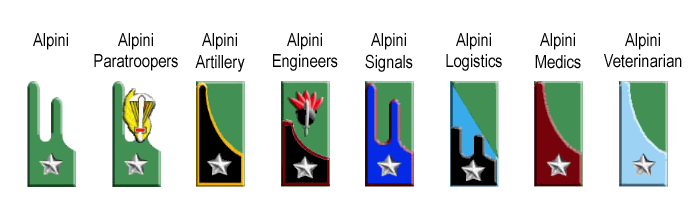
Les écussons des Alpins

- Commandement des troupes alpines (à Bolzano)
- Commandement de la division alpine « Tridentina » (à Bressanone)
- Centre alpin d'instruction (à Aoste)
- Écusson du 4e régiment des Alpins parachutistes Mont-Cervin (à Bolzano)
- 6e régiment des Alpins (à San Candido)
- Unité de commandement et de support tactique « Tridentina »

- Brigade alpine « Taurinense » :
  -  Unité de commandement et de support tactique « Taurinense » (à Turin)
  -  2e régiment des Alpins (à Borgo San Dalmazzo)
  -  3e régiment des Alpins (à Pignerol)
  -  9e régiment des Alpins (à l'Aquila)
  -  1er régiment de cavalerie Nice Cavalerie (à Pignerol)
  -  1er régiment d'artillerie de montagne (à Fossano)
  -  32e régiment des sapeurs (à Turin)

- Brigade alpine « Julia » :
  -  Unité de commandement et de support tactique « Julia » (à Udine)
  -  5e régiment des Alpins (à Vipiteno)
  -  7e régiment des Alpins (à Feltre)
  -  8e régiment des Alpins (à Tarvisio)
  -  2e régiment de cavalerie Piemonte Cavalleria (à Opicina), (depuis fin 2013)
  -  3e régiment d'artillerie de montagne (à Tolmezzo)
  -  2e régiment des sapeurs (à Trente)

#### Unités alpines encadrées dans d'autres commandements
- 2e régiment d'artillerie de terre
  - Siège : Trente
  - Dépendance : Brigade d'artillerie (à Portogruaro)
- 2e régiment des transmissions
  - Siège : Bolzano
  - Dépendance : Brigade des transmissions (à Anzio)
- 24e régiment de manœuvre
  - Siège : Merano
  - Dépendance : Brigade logistique (à Trévise)

## Force terrestre multinationale
La brigade est le cadre de la formation multinationale de la Force terrestre multinationale, complétée par une unité (bataillon ou régiment) de Slovénie et une de Hongrie. En opération depuis 2001, il reçoit des instructions d'un comité tri-national politico-militaire devant être utilisées dans les missions de l'OTAN, de l'ONU, de l'Union européenne et de l'OSCE.

## Le chapeau

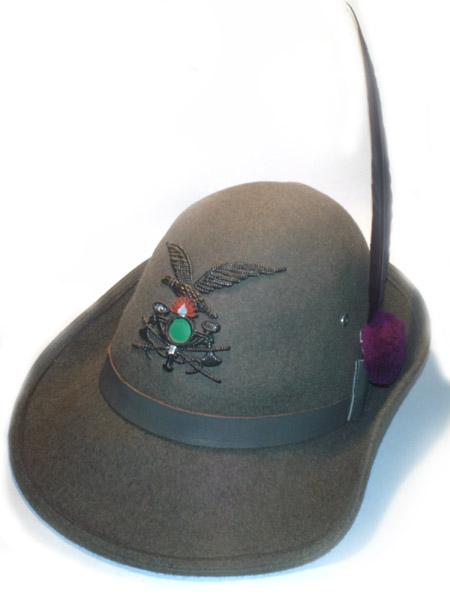
Le chapeau des Alpins (celui-ci appartient aux Alpins sapeurs)

Le chapeau est le symbole le plus représentatif des Alpins. Il est composé par plusieurs éléments, qui marquent le grade, le bataillon, le régiment et la spécialité.

### La plume
Elle se trouve sur la gauche du chapeau et mesure de 25 à 30 centimètres. C'est une plume de corbeau noir pour les militaires du rang, d'aigle marron pour les sous-officiers et les officiers subalternes et d'oie blanche pour les officiers supérieurs et les officiers généraux.
Cette plume à laquelle les Alpins sont très attachés, a été conservée à toutes les époques pour toutes les coiffures, casque compris, même pour les casques bleus venant de régiments d'Alpins.

### Le pompon
C'est le disque en laine où la plume est infilée. En origine, la couleur du pompon distinguait les bataillons à l'intérieur de chaque régiment : le premier bataillon portait toujours un pompon blanc, le deuxième un pompon rouge, le troisième vert, et, là où il y avait un quatrième bataillon, bleu. Les couleurs sont celles du drapeau italien, le bleu est la couleur de la maison de Savoie.
Ensuite, d'autres pompons ont été créés et ajoutés, avec des couleurs, des chiffres et des sigles correspondant aux spécialités et aux unités des troupes alpines.
Les pompons utilisés aujourd'hui sont les suivants :

#### Infanterie alpine
- Blanc : 5e régiment des Alpins (bataillon Morbegno), 7e régiment des Alpins (bataillon Feltre), 8e régiment des Alpins (bataillon Gemona)
- Rouge : 8e régiment des Alpins (bataillon Tolmezzo), Centre alpin d'instruction (bataillon Aoste)
- Vert : 2e régiment des Alpins (bataillon Saluces), 6e régiment des Alpins (bataillon Bassano)
- Bleu : 3e régiment des Alpins (bataillon Suse), 9e régiment des Alpins (bataillon L'Aquila), Centre alpin d'instruction (sauf le bataillon Aoste), personnel hors du corps
- Bleu, disque noir, « R » blanc : supports régimentaires
- Bleu, disque noir, « B » blanc : supports de brigade
- Bleu, disque noir, « CA » blanc : supports de corps d'armée : Unité de commandement COMALP et 4e régiment des Alpins parachutistes

#### Artillerie de montagne
- Vert, ovale noir, n° en jaune : batteries obusiers, batteries SAOC, batteries TST (le chiffre correspond au n° de la batterie)
- Vert, ovale noir, « CG » en jaune : BCSL régimentaires (CG = Commandement de Groupe, puisque les batteries de commandement sont liées aux groupes)
- Vert, ovale noir sans sigles : personnel hors du corps

#### Génie, transmissions, services
- Amarante : Génie (2e et 32e régiments des sapeurs) et transmissions (2e régiment de transmission)
- Violet : Services logistiques (24e régiment)

Les adjudants, les officiers et les supérieurs portent un pompon en métal doré. Les officiers généraux portent un pompon en métal argenté.

### L'insigne
Il se trouve sur la partie antérieure du chapeau et marque la spécialité d'appartenance :
- Officiers généraux : Un aigle avec une couronne de lauriers et un écusson avec le sigle 'RI' au centre ;
- Alpins : Un aigle, un cor, deux fusils croisés ;

- Artillerie de montagne : Un aigle, deux cors de chasse, deux canons croisés ;
- Génie pionnier : Un aigle, deux cors de chasse, deux haches croisées ;
- Génie sapeur : Un aigle, deux cors de chasse, un glaive, une granade enflammée et deux haches croisées ;
- Transmissions : Un aigle, deux cors de chasse, une antenne, des éclairs et deux haches croisées ;
- Transports et matériaux : Un aigle et un rouage ailé ;
- Santé (officiers-médecins) : Un aigle, une étoile à cinq pointes avec une croix rouge, les bâtons d'Esculape croisés ;
- Santé (sous-officiers et troupes) : Un aigle, une étoile à cinq pointes avec une croix rouge ;
- Administration et commissariat : Un aigle, une couronne tourelée, un rond violet et une couronne de lauriers

La facture du symbole change selon le grade :
- Fil métallique doré ou en plastique dorée pour les officiers, les sous-officiers et les militaires de troupe en service permanent ;
- Plastique noire pour les militaires en service temporaire

### Les grades
Sur le côté gauche du chapeau des Alpins se trouvent les grades, en face de la plume et du pompon, sous forme de galons :
| Rang | Grade                                                | Galon | Commentaire |
| ---- | ---------------------------------------------------- | ----- | --- |
| 1    | Général de corps d'armée                             |       | Trois étoiles dorées sur un ruban argenté                                                                         |
| 2    | Général de division avec fonction de grade supérieur |       | Une étoile dorée bordée en rouge et deux étoiles dorées sur un ruban argenté                                      |
| 3    | Général de division avec charges de grade supérieur  |       | Une étoile brunie et deux étoiles dorées sur un ruban argenté                                                     |
| 4    | Général de division                                  |       | Deux étoiles dorées sur un ruban argenté                                                                          |
| 5    | Général de brigade avec fonction de grade supérieur  |       | Une étoile dorée bordée en rouge et une étoile dorée sur un ruban argenté                                         |
| 6    | Général di brigata avec charges de grade supérieur   |       | Une étoile brunie et une étoile dorée sur un ruban argenté                                                        |
| 7    | Général de brigade                                   |       | Une étoile sur un ruban argenté                                                                                   |
| 8    | Colonel avec fonctions de grade supérieur            |       | Une étoile dorée bordée en rouge sur un ruban argenté                                                             |
| 9    | Colonel avec charges de grade supérieur              |       | Une étoile brunie sur un ruban argenté                                                                            |
| 10   | Colonel commandant                                   |       | Un double galon à l'envers et trois petits galons à l'envers dorés sur un fond rouge                              |
| 11   | Colonel                                              |       | Un double galon à l'envers et trois petits galons à l'envers dorés                                                |
| 12   | Lieutenant-colonel avec fonctions de grade supérieur |       | Un double galon à l'envers, deux petits galons à l'envers dorés et un petit galon à l'envers bruni bordé en rouge |
| 13   | Lieutenant-colonel avec charges de grade supérieur   |       | Un double galon à l'envers, deux petits galons à l'envers dorés et un petit galon à l'envers bruni                |
| 14   | Lieutenant-colonel                                   |       | Un double galon à l'envers, deux petits galons à l'envers dorés                                                   |
| 15   | Major avec fonctions de grade supérieur              |       | Un double galon à l'envers doré et un petit galon à l'envers doré et bordé en rouge                               |
| 16   | Major                                                |       | Un double galon à l'envers et un petit galon à l'envers dorés                                                     |
| 17   | Capitaine                                            |       | Trois galons à l'envers dorés                                                                                     |
| 18   | Lieutenant commandant d'unité                        |       | Deux galons à l'envers dorés et un galon à l'envers bruni                                                         |
| 19   | Lieutenant                                           |       | Deux galons à l'envers dorés                                                                                      |
| 20   | Sous-lieutenant                                      |       | Un galon à l'envers doré                                                                                          |
| 21   | Premier adjudant lieutenant                          |       | Un galon à l'envers doré marbré de noir sur un fond rouge et une étoile dorée bordée en rouge                     |
| 22   | Premier adjudant                                     |       | Un galon à l'envers doré marbré de noir sur un fond rouge                                                         |
| 23   | Adjudant Adjudant ordinaire Adjudant-chef            |       | Un galon à l'envers doré marbré de noir                                                                           |
| 24   | Sergent-chef Sergent Caporal-chef Caporal            |       | Aucun insigne de grade sur le chapeau                                                                             |

## L'Alpin et son mulet

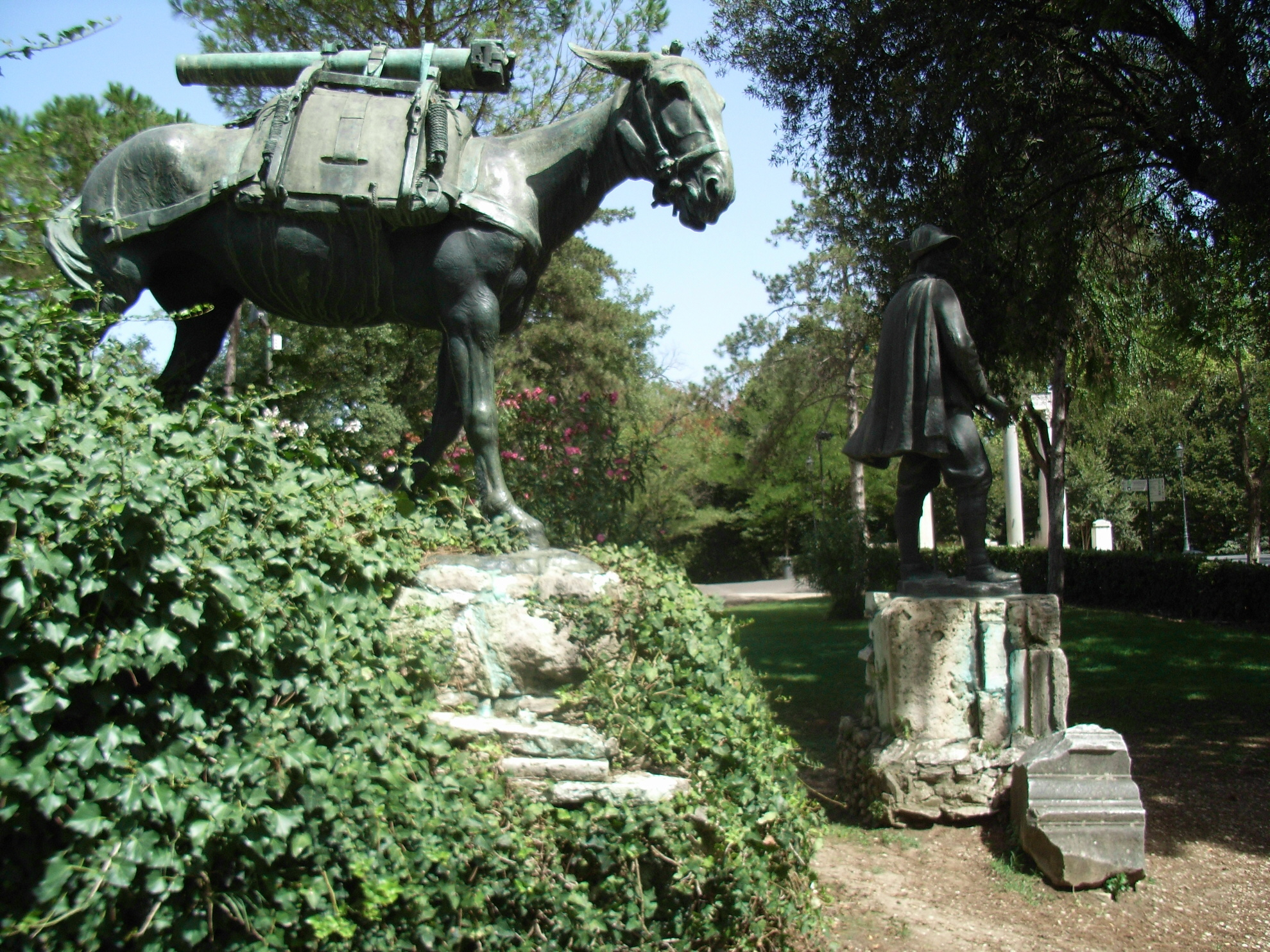
Monument en hommage à l'emblématique mule (Scudela), des troupes alpines à la villa Borghese, de Rome.

Le mulet, un croisement entre un âne et une jument, est devenu pendant la Première Guerre mondiale un duo gagnant des Alpins. En effet, cet animal était utilisé comme moyen de transport de mitrailleuses, d'obusiers et d'autres matériaux. Ensemble avec les Alpins, leurs mulets connurent la faim et le froid du premier conflit mondial, au cours duquel on compta environ 520 000 mulets, provenant surtout de l'Italie du sud.
L'armée italienne disposait de trois types de mulets :
- Le mulet de somme, utilisé par l'infanterie ;
- Le mulet des Alpins, semblable au précédent, mais avec une structure squelettique plus solide ;
- Le mulet de trait, pour les charrettes des bataillons.

Les convois de ravitaillement portaient des vivres, des munitions et le courrier aux détachements en avant-garde, sur les montagnes, n'importe quelles étaient les conditions météorologiques.
Les mulets furent utilisés par les Alpins de 1872 à 1991. Ils furent remplacés par le quad militaire MTC 90 Fresia F18 4x4, mais ils resteront à jamais les meilleurs amis des soldats alpins.

## CASTA
Les CASTAs sont les championnats de ski des troupes alpines.
Cette compétition a lieu au Val Pusteria, en Haut-Adige, en particulier dans les communes de Braies, Dobbiaco, Villabassa, San Candido et Sesto. Le premier but est celui de vérifier le niveau de formation et d'instruction atteint par les unités alpines, et deuxièmement pour renforcer les liens d'amitié entre les troupes.
Les nations qui ont participé sont : l'Albanie, l'Argentine, l'Autriche, la Bulgarie, le Chili, la Croatie, la Finlande, la Russie, la France, l'Allemagne, le Kazakhstan, la Lettonie, le Liban, la Lituanie, la Macédoine, le Monténégro, le Royaume-Uni, la Roumanie, la Serbie, la Slovaquie, la Slovénie, l'Espagne, les États-Unis, la Suisse, l'Ukraine et la Hongrie.

## Alpins célèbres

Alpins célèbres
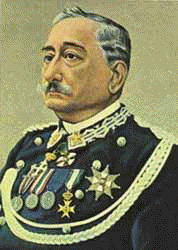
Giuseppe Perrucchetti, considéré comme le « père des Alpins ».
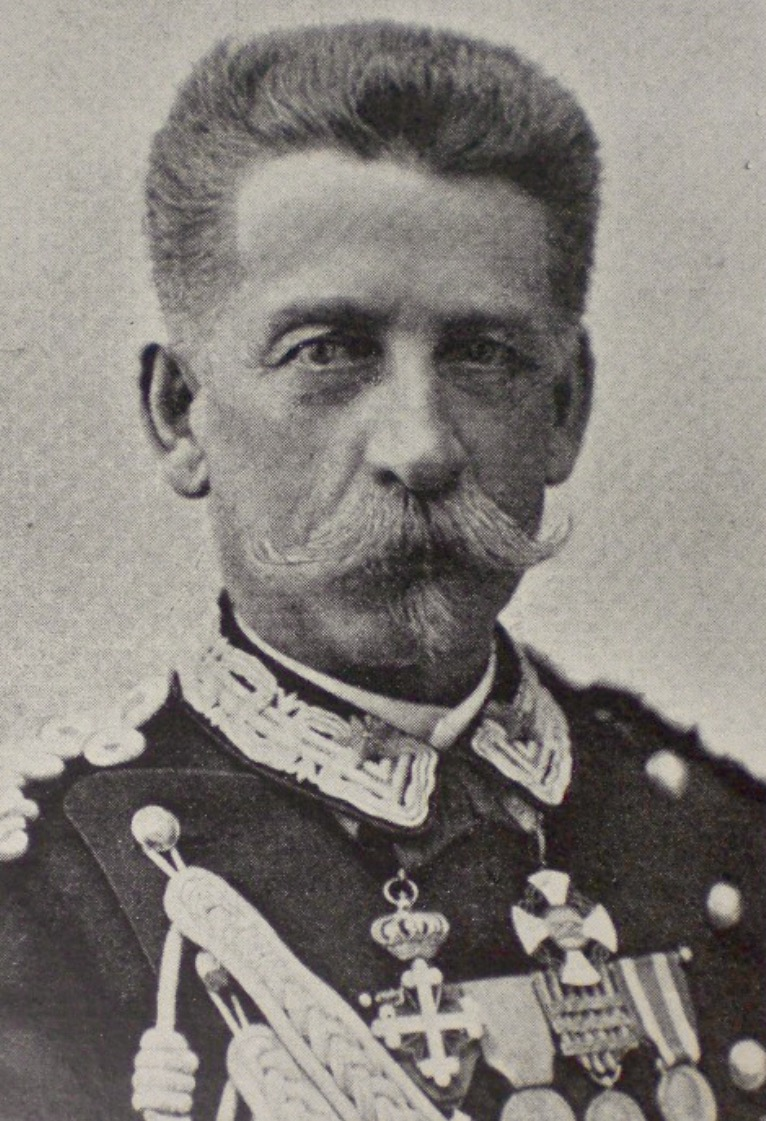
Luigi Pelloux, général de brigade et homme d'État italien.
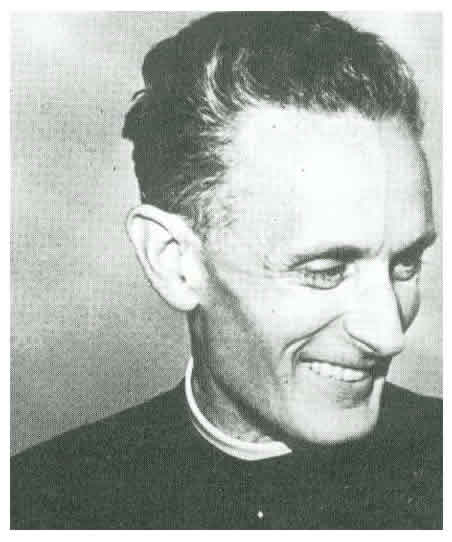
Carlo Gnocchi, aumônier militaire des Alpini.

## Décorations

Médaille d'or de la valeur militaire (10 mai 1943 – aujourd'hui).

Médaille d'or de la valeur militaire.

Sous réserve d'attribution :
- 9 Ordre militaire d'Italie

Croix de guerre de la valeur militaire.

- 16 Médaille d'or de la valeur militaire
- 22 Médaille d'argent de la valeur militaire
- 5 Médaille de bronze de la valeur militaire
- 1 Croix de guerre de la valeur militaire
- 1 Croix d'argent du Mérite de l'Armée
- 1 Médaille d'or de la valeur civile
- 1 Médaille de bronze de la valeur civile

## Source
- (it) Cet article est partiellement ou en totalité issu de l’article de Wikipédia en italien intitulé « Alpini » (voir la liste des auteurs).

### Unités étrangères
- France: Chasseurs Alpins
- Allemagne: Gebirgsjäger
- États-Unis: 10e division de montagne